# Documento de identidad (Italia)
El Documento de identidad italiano (en italiano: Carta d'identità, pronunciado /ˈkarta d‿identi'ta/, CI) es emitido a los ciudadanos italianos por las oficinas de registro locales en Italia y las misiones diplomáticas en el extranjero, mientras que se producen en el Ministerio del Interior Italiano que emite el documento en colaboración con el IPZS en Roma.
El documento está destinado a la identificación tanto en línea como fuera de línea. La información se imprime en una tarjeta ID-1 y se almacena en un chip sin contacto.

## Introducción
El documento de identidad italiano es un documento de identificación facultativo que se puede expedir a cualquier persona que resida en Italia y a los ciudadanos italianos residentes en el extranjero.
Se acepta una tarjeta emitida a un ciudadano italiano en lugar de un pasaporte para ejercer el derecho de libre circulación en el Espacio Económico Europeo y Suiza o para viajar a aquellos países con los que Italia ha firmado acuerdos específicos.
A pesar de que se puede mostrar cualquier documento emitido por el gobierno (como el pasaporte, el permiso de conducir, etc.) para la identificación, el documento de identidad está muy extendido en Italia; tanto es así que es el primer documento solicitado y el más aceptado tanto en el sector público como en el privado.
Para un ciudadano italiano, no es obligatorio llevar el documento en sí, a menos que lo ordenen expresamente las autoridades de seguridad pública, que generalmente solicitan solo la identidad de una persona, no un documento específico. Sin embargo, si los oficiales de seguridad pública no están convencidos de la identidad reclamada, como una afirmación verbal de identidad, pueden mantener al reclamante bajo custodia hasta que se determine la identidad.
En cambio, todos los extranjeros en Italia están obligados por ley a tener una identificación con ellos en todo momento. Los ciudadanos del Espacio Económico Europeo y Suiza deben estar preparados para mostrar un documento nacional de identidad o un pasaporte. Los ciudadanos no pertenecientes al EEE deben tener su pasaporte con el sello de entrada correspondiente.
Los extranjeros residentes permanentes con un "permesso di soggiorno" (permiso de residencia) válido pueden solicitar un documento de identidad italiano, pero en este caso el documento es válido única y exclusivamente en Italia para fines de identificación.

## Historia

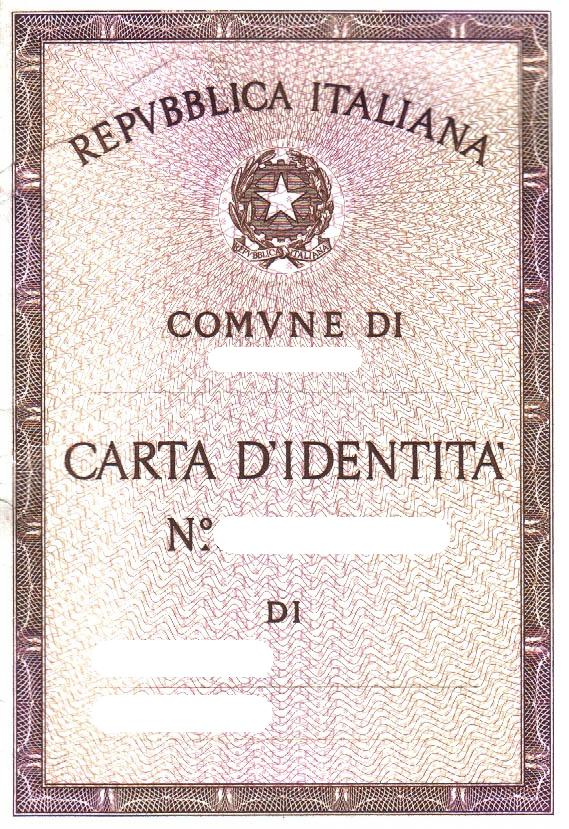
Último documento de identidad clásico (1994-2018).

En 1931, durante el régimen fascista, el Reino de Italia adoptó la tarjeta de identidad por razones de seguridad pública, con base en el artículo 3 de la Ley 773/1931. A partir de entonces, la cédula de identidad ha estado en servicio sin interrupción de acuerdo con esta antigua ley, a la que se han ido sumando muchas otras leyes a lo largo del tiempo.
La tarjeta de identidad clásica en papel (it) se emitió durante casi 87 años hasta 2018 en Italia, y todavía puede ser emitida en el extranjero o en caso de emergencia.
El proyecto de un documento de identidad electrónico comenzó en 1997, pero la primera fase comenzó recién en 2001 con un primer modelo experimental en 83 municipios con el fin de identificar cualquier problema técnico relacionado con el software, hardware, fabricación y uso del documento. En 2004 se introdujo un segundo modelo experimental, que fue el CIE 2.0, trabajando como una versión piloto para uso futuro a escala nacional. En 2006 se amplió el servicio a 153 municipios, pero a finales de 2009 sólo se emitieron un total de 1,8 millones de documentos. La producción resultó ser compleja e ineficiente debido a los materiales y principalmente a las máquinas de impresión por transferencia que cualquier municipio debía instalar para realizar el documento. Por lo tanto, el 23 de diciembre de 2015, el gobierno decidió utilizar un único sitio de fabricación centralizado, que es el IPZS en Roma (donde se fabrican los pasaportes italianos), y establecer las especificaciones del próximo modelo.

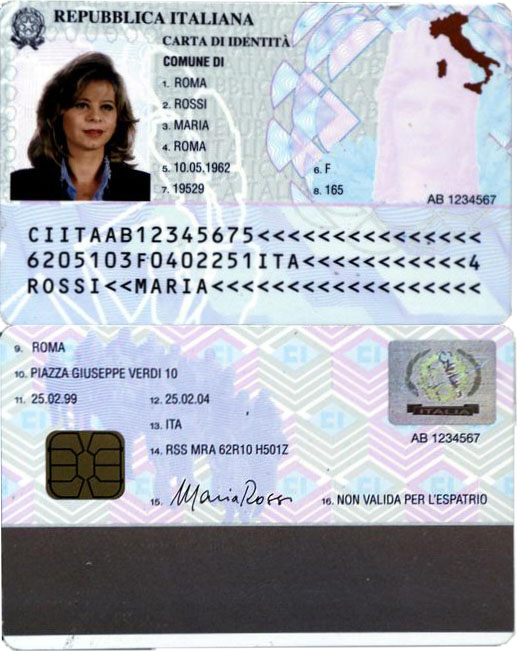
CIE 1.0 (2001-2004).

Finalmente, después de unos 15 años de pruebas, según decreto del 25 de mayo de 2016, toda cédula de identidad clásica con vigencia vencida debe ser reemplazada por la versión electrónica. La emisión del CIE 3.0 se inició el 4 de julio de 2016, inicialmente en 199 municipios y se extendió a todo el país hasta 2018, al quedar definitivamente suprimida la emisión del documento de identidad clásico dentro del territorio nacional.

De acuerdo con el reglamento (UE) 2019/1157 de 20 de junio de 2019, la eliminación gradual de cada documento de identidad clásico debe completarse antes del 3 de agosto de 2026, ya que no cumple con los estándares mínimos de seguridad y no incluye una PLM funcional.
El 18 de julio de 2019, el ministro de Asuntos Exteriores firmó un decreto que permite a los italianos que residen en el extranjero solicitar un documento de identidad. El servicio se probó en las oficinas consulares de Viena, Atenas y Niza, antes de extenderse a toda la Unión Europea y a algunos países donde los italianos tienen derecho a la libre circulación (Noruega, Mónaco, San Marino, Suiza y Ciudad del Vaticano).

## Información del documento de identidad
El documento tiene un tamaño estándar ID-1 y está fabricada en policarbonato con múltiples elementos de seguridad (como hologramas, fondos de seguridad, microtextos, guilloches, etc.), sobre los que se imprime la información mediante la tecnología de grabado láser.
El anverso lleva el emblema de la República Italiana y el fondo del reverso se deriva del diseño geométrico de la Piazza del Campidoglio en Roma creado por el artista y arquitecto renacentista Miguel Ángel.
Las descripciones de los campos están impresas en italiano, inglés y alemán para la provincia de Tirol del Sur.

### Anverso

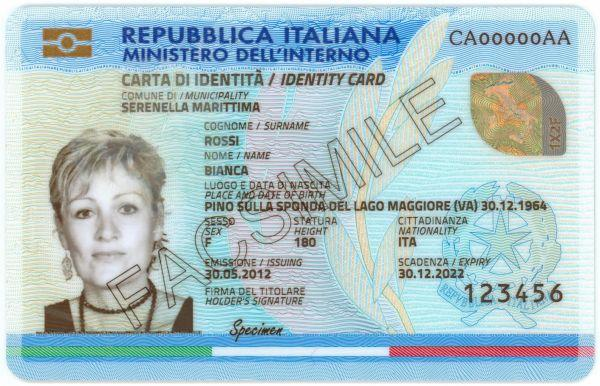
Anverso del documento electrónico italiano.

- Número de documento de identidad (por ejemplo CA00000AA)
- Municipio emisor (o, si vive en el extranjero, embajada/consulado emisor)
- Apellido
- Nombre de pila de la persona
  - Otros nombres, en su caso
- Lugar y fecha de nacimiento
- Sexo
- Estatura
- Nacionalidad
- Fotografía de identidad
- Fecha de emisión
- Fecha de expiración
- Firma electrónica
- Número de acceso al documento – CAN
- (Opcional) Se imprime la frase "NON VALIDA PER L'ESPATRIO" solo si el documento no es válido para viajar al extranjero

### Reverso

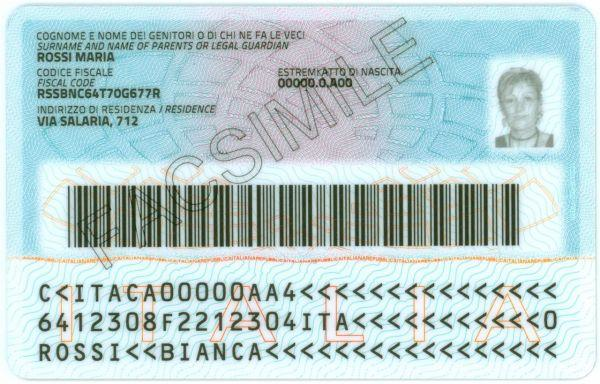
Reverso del documento electrónico italiano.

- Apellidos y nombre de los padres o tutor legal (para solicitantes de 0 a 14 años, solo si la tarjeta es válida en el extranjero)[28]
- Código fiscal italiano
- Código de nacimiento italiano
- Dirección de residencia
- (Opcional) Se añade el campo "COMUNE DI ISCRIZIONE AIRE" en caso de que un solicitante italiano resida en el extranjero
- Código fiscal italiano en forma de código de barras
- Zona legible por máquina – ZLM

### Versiones trilingües

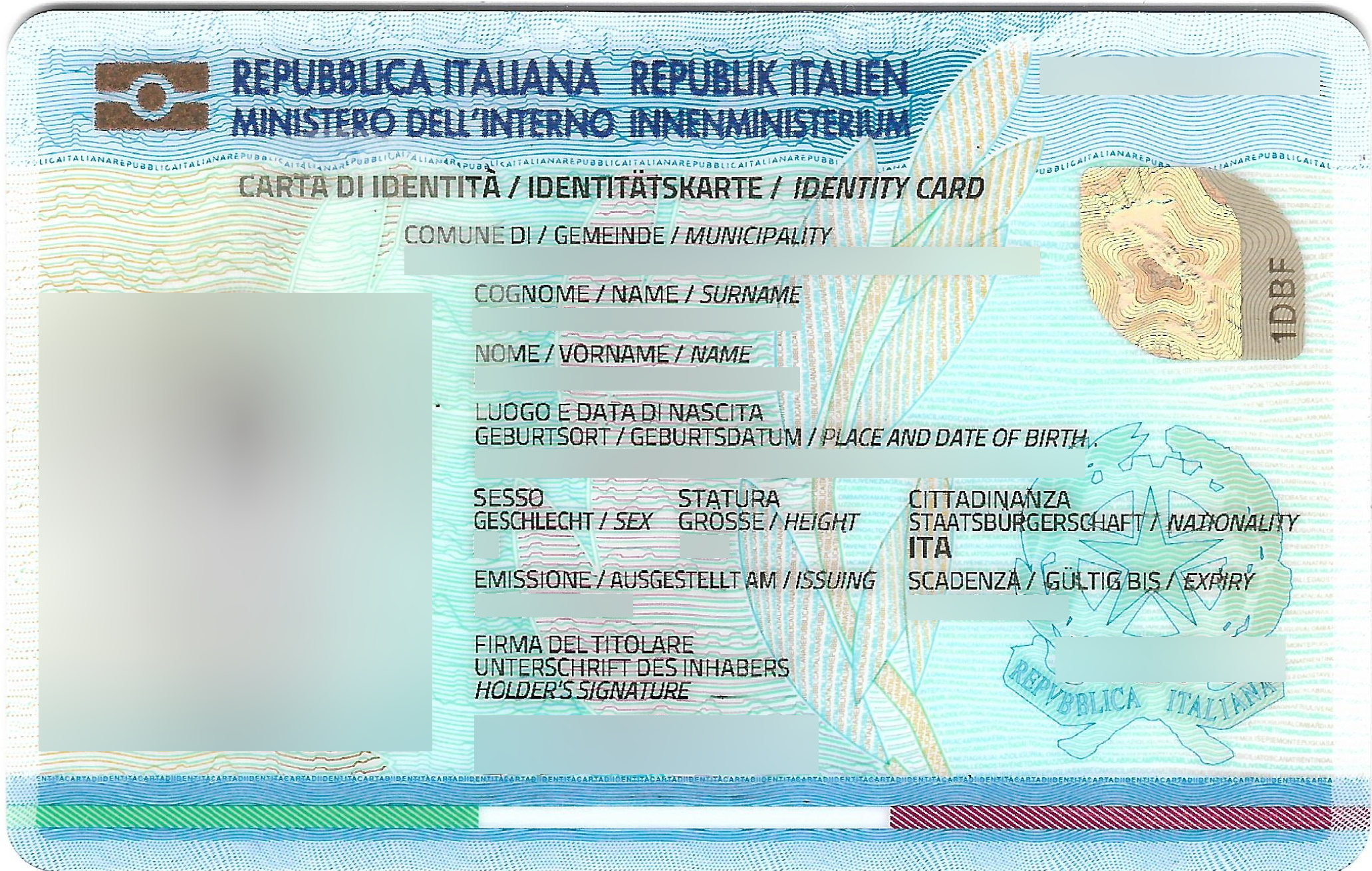
CIE 3.0 emitido en Tirol del Sur (italiano, alemán e inglés).

En algunas partes de Italia donde un idioma minoritario es reconocido como oficial, el documento de identidad podría emitirse con un tercer idioma adicional:
- en Tirol del Sur con alemán
- en el Valle de Aosta con francés
- en Friuli Venezia Giulia con esloveno

### Chip sin contacto
Al igual que los pasaportes biométricos europeos, el CIE tiene un chip de microprocesador electrónico incorporado que almacena los siguientes elementos:
- Nombres
- Apellido
- Lugar y fecha de nacimiento
- Residencia
- Foto del titular
- Dos huellas dactilares (una de cada mano), solo si el solicitante tiene 12 años o más[30]

La información se puede leer mediante herramientas NFC, pero de todos modos las huellas dactilares son accesibles solo para las fuerzas policiales.

## Emisión, precio y validez
La CI puede ser solicitada en el municipio italiano de residencia por ciudadanos italianos. La solicitud se procesa digitalmente y se transmite al Ministerio del Interior, que emite el documento en colaboración con el IPZS en Roma. El documento se envía se envía a la dirección especificada por el solicitante (o bien al municipio) y debe llegar dentro de los 6 días hábiles. Los costes son: 16,79€ por la emisión de la tarjeta y 5,42€ por las tasas cobradas por el municipio, que pueden variar (normalmente el doble) en caso de pérdida, robo o deterioro del documento anterior.
A partir del 20 de septiembre de 2019, los ciudadanos italianos que residen fuera de Italia pueden presentar una solicitud de tarjeta de identidad electrónica en una embajada o consulado italiano en la Unión Europea, Noruega, Mónaco, San Marino, Suiza y Ciudad del Vaticano. El proceso de emisión es el mismo que en Italia y el documento debería llegar en un plazo de 15 días; los costes son: 21,95€ en caso de renovación o primera emisión, en caso contrario 27,11€ en caso de extravío o robo de documento anterior.

### Validez
Según la ley 106/2011 el documento dura:
- 10 años para adultos mayores de 18 años
- 5 años para menores de 3 a 18 años
- 3 años para niños de hasta 3 años

y, según la ley 35/2012, la vigencia debe expirar el día del cumpleaños del solicitante.